# Eugenio de Villeurbanne
Eugène de Villeurbanne O.F.M.Cap. (1904-1990) capuchino francés fundador del Convento San Francisco en Morgon (Francia).
Después del Concilio Vaticano II conservó la observancia estricta de la antigua regla de la primera Orden de San Francisco y defendió la litugia romana tradicional.